# St. Martin (Hilberath)

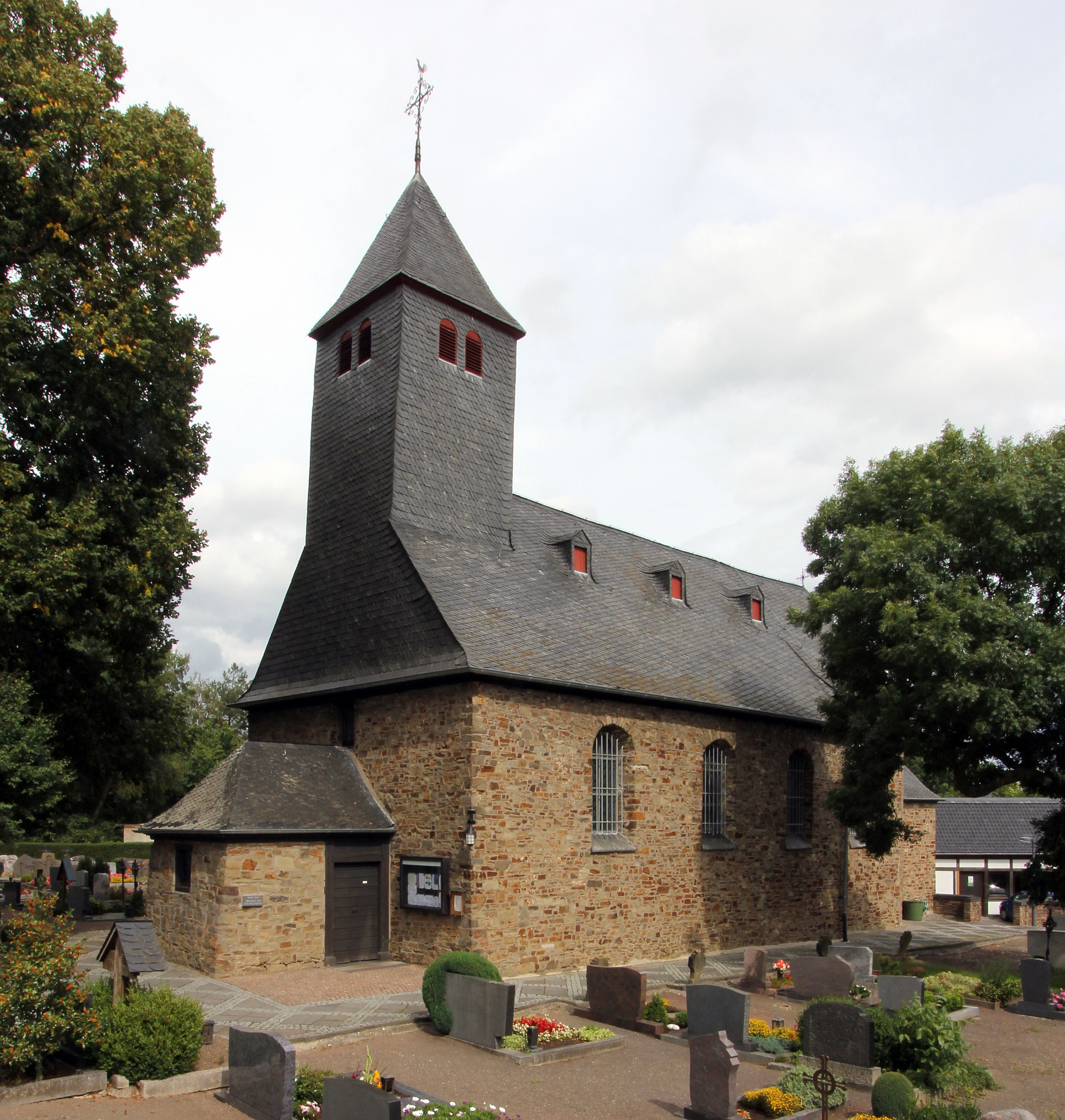
Die Kirche im Jahr 2011

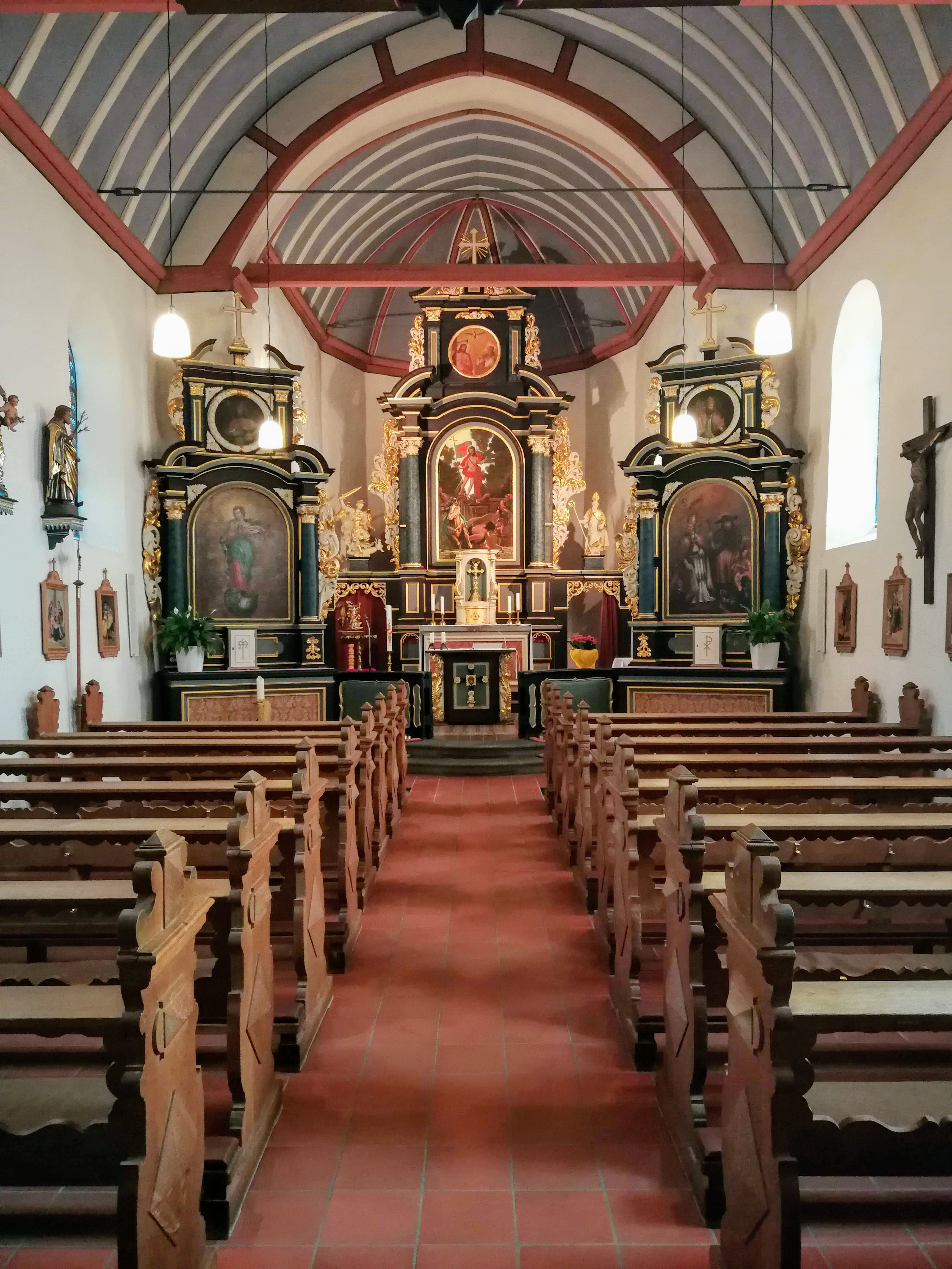
Kirchraum mit Blick zum Altar

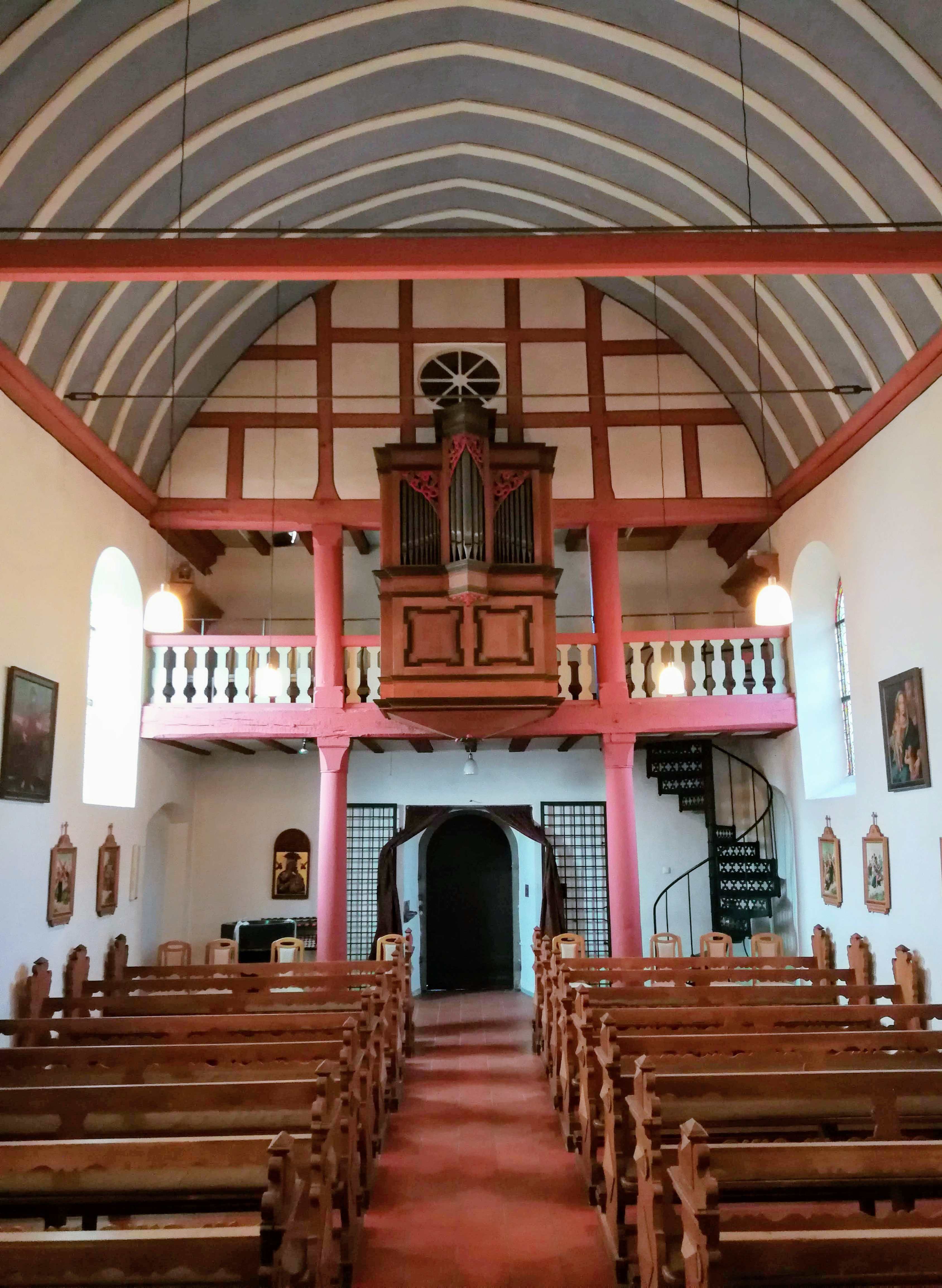
Kirchraum mit Blick zur Orgel

Die römisch-katholische Kirche St. Martin in Hilberath befindet sich am Eidbusch 8 und steht seit 1994 unter Denkmalschutz. Die Kirche verfügt über die älteste spielbare Orgel des Rheinlandes.

## Geschichte
Erstmals 1274 wurde die ursprünglich fränkische Ortschaft Hilberath im Liber valoris erwähnt. Bereits damals gab es dort eine steinerne Martinskirche, die als Pfarrkirche einer um das Jahr 1000 gegründeten Pfarrei diente. Das bei Flamersheim gelegene fränkische Königsgut (Villa regia nomine flameresheim), dessen Wirtschaftshof als Hockebur bezeichnet wurde, verfügte über eine Kapelle, die dem heiligen Martin von Tours gewidmet war. Die Kirche der Hockebur als Lehen unterstellten Siedlung Hilberath wurde deshalb ebenfalls nach dem Heiligen benannt.
Im Jahr 1701 wurde mit dem Bau einer neuen Kirche begonnen, die die alte ersetzte und bereits 1703 fertiggestellt war. Sie wurde 1717 durch den Kölner Weihbischof geweiht. Seit Januar 2010 gehört die Hilberather Kirchengemeinde  zur Katholischen Kirchengemeinde St. Martin, Rheinbach im Kreisdekanat Rhein-Sieg-Kreis (Erzbistum Köln).

## Architektur und Ausstattung
Das aus Bruchstein gemauerte und mit einer Schieferdeckung versehene Kirchengebäude ist ein einschiffiger Saalbau. Der viereckige, komplett verschieferte Turm steht über der Westseite, hier befindet sich der Eingang in einem kleinen Vorbau. Der Turm führt ein Glockenspiel mit drei Glocken, von denen zwei noch von dem Vorgängerbau stammen.
Die Inneneinrichtung der Kirche ist barock. Hier befindet sich ein von Papst Pius X. 1905 in Rom gesegnetes Bildnis der Mutter Gottes von der immerwährenden Hilfe. Der Kreuzweg in Innenraum wurde im Jahr 1993 gefertigt, da der alte Kreuzweg bei einer Renovierung verloren ging.
Bedeutend ist die in der Kirche aufgestellte Schleifladenorgel mit 7,5 Registern, deren ältestes Register vom Beginn des 17. Jahrhunderts stammt. Es ist die älteste bespielbare Orgel des Rheinlandes. Ursprünglich war sie für das Kloster Maria Stern in Essig gebaut worden; nach der Aufhebung des Klosters wurde sie im Rahmen der Säkularisation im Jahr 1805 an die evangelisch-reformierte Gemeinde in Odenkirchen verkauft. 1879 wurde sie von dort nach Hilberath verschenkt.  Eine Restaurierung der Orgel nahm Josef Weimbs (* 1916) 1976 vor.

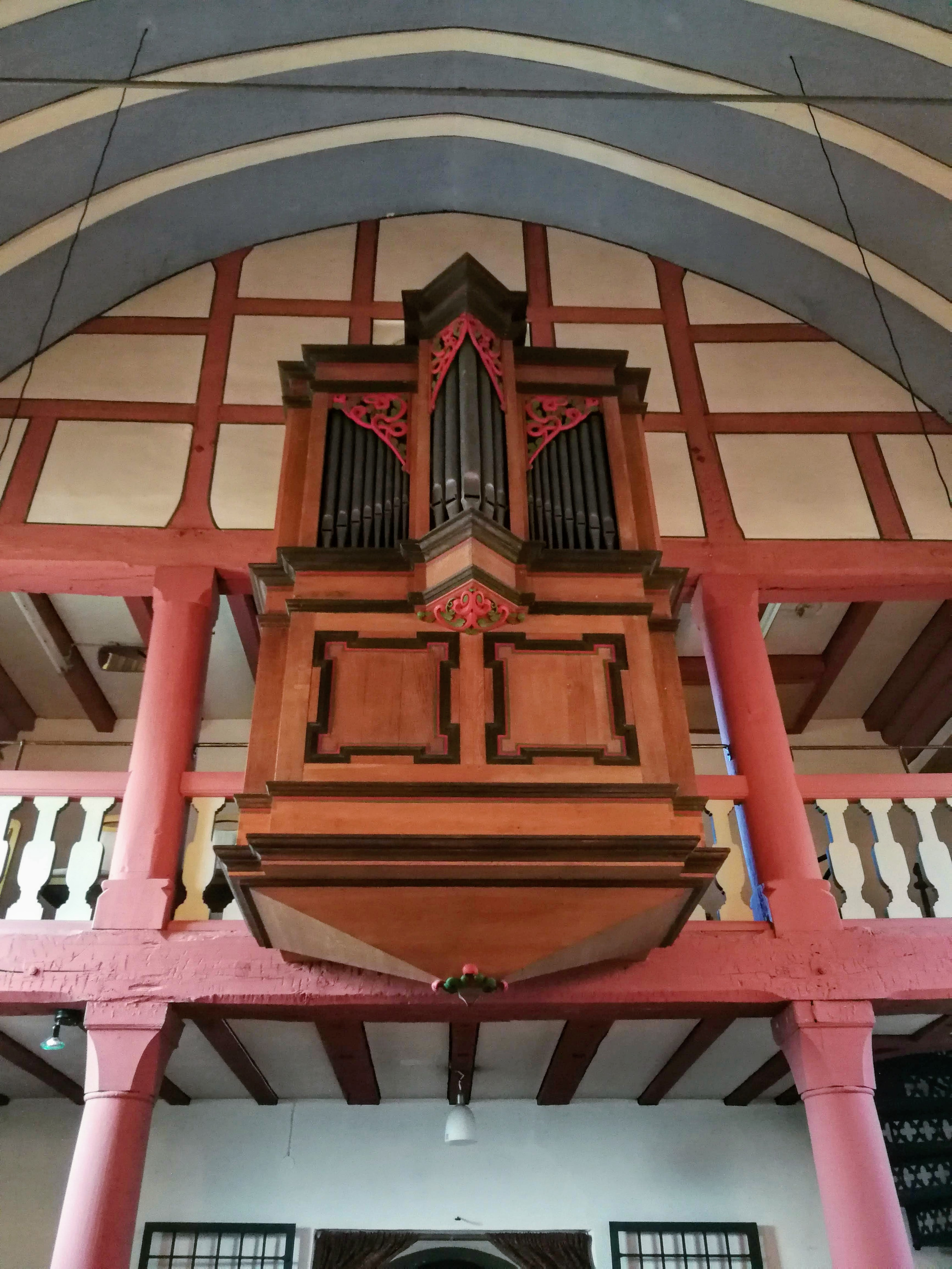
Orgel
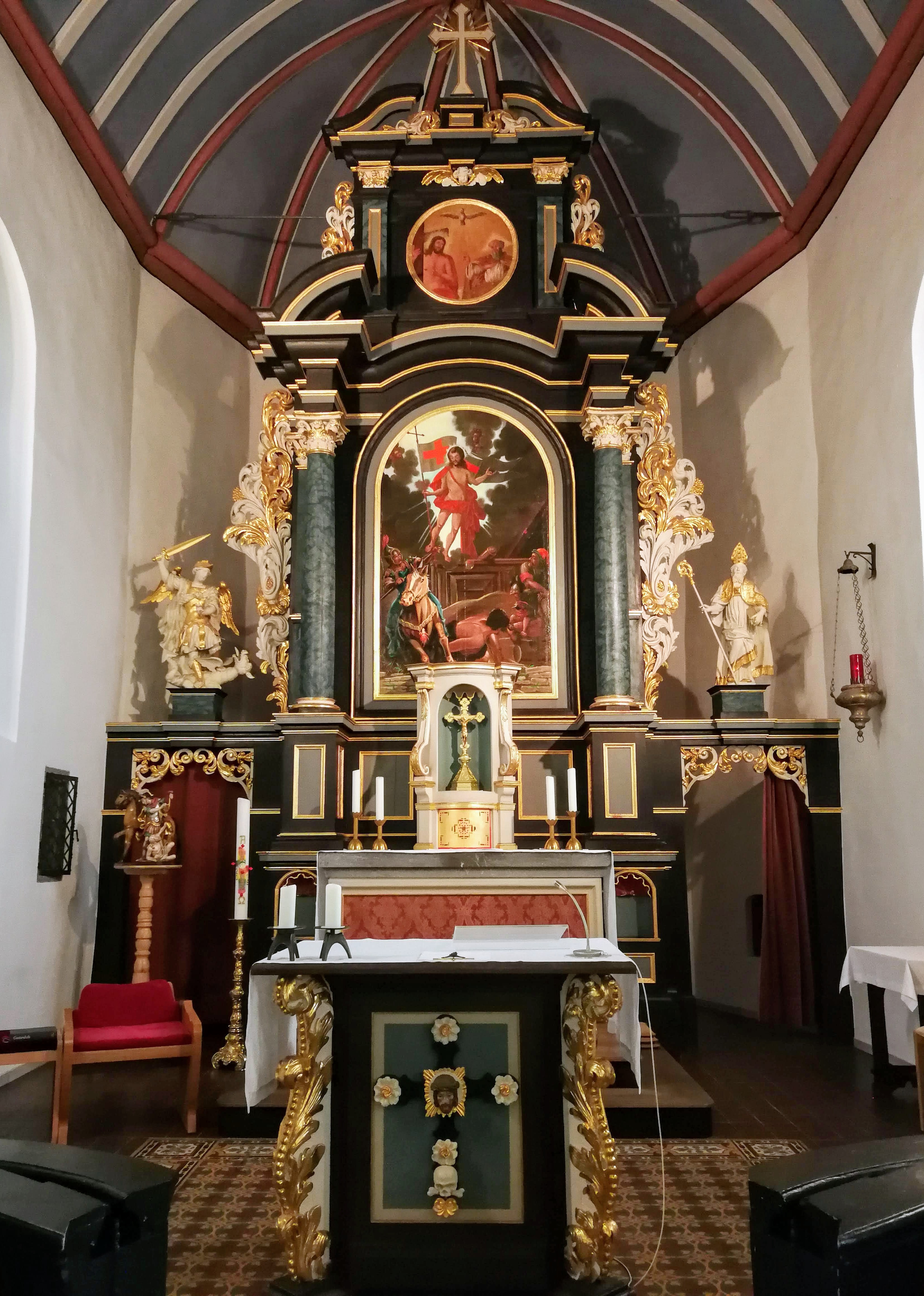
Altar
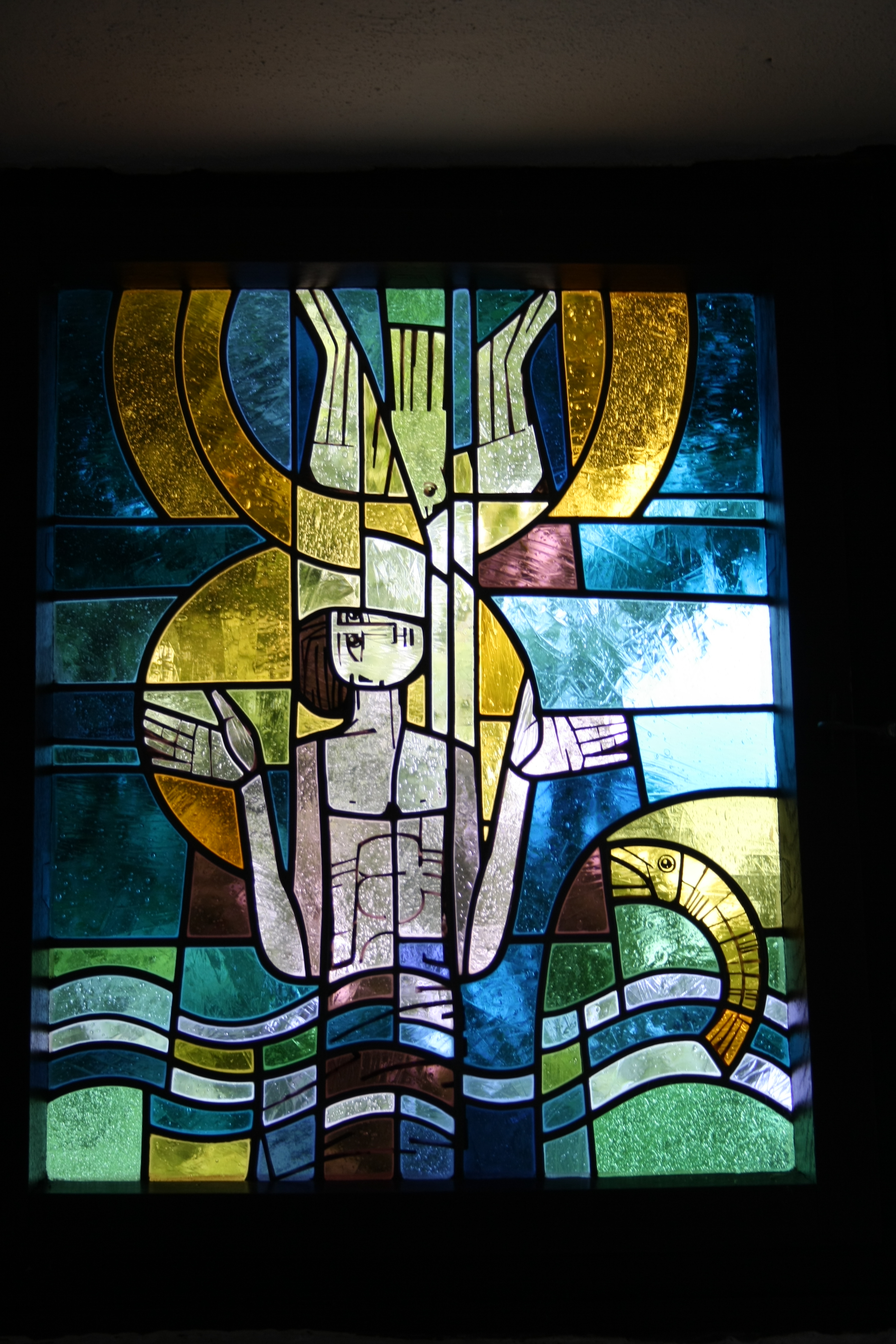
Bleiglasfenster der Kirche
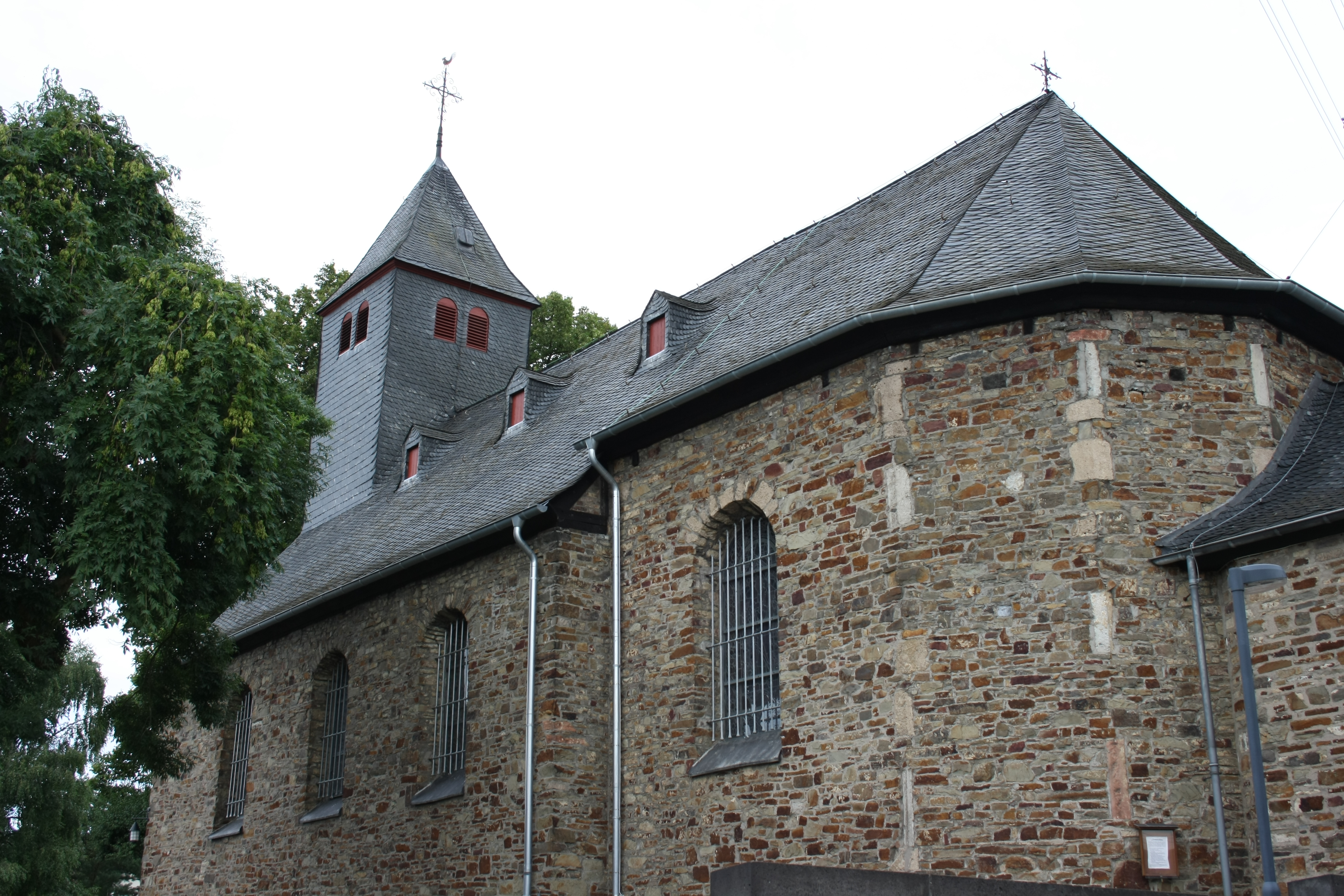
Der zum Kirchweg gelegene halbrunde Altarraum
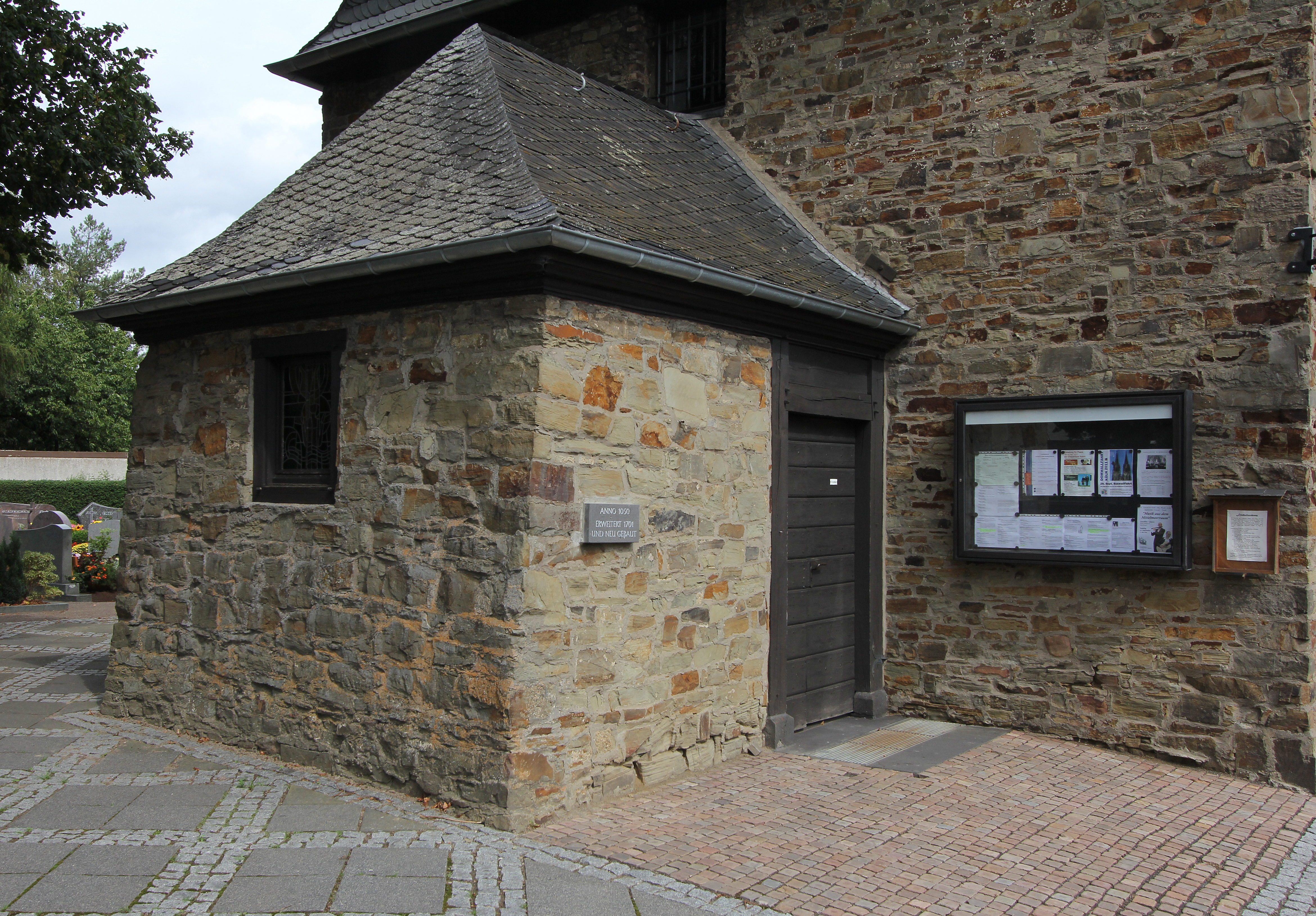
Eingang am Vorbau